# Коротково (Рязанский район)
Коротково — деревня в Рязанском районе Рязанской области. Входит в Окское сельское поселение.

## География
Находится в центральной части Рязанской области на расстоянии приблизительно 23 км на юго-восток по прямой от вокзала станции Рязань I.

## История
На карте 1850 года показана как поселение с 12 дворами. В 1859 году здесь (тогда деревня Рязанского уезда Рязанской губернии) было учтено 22 двора, в 1897 — 26.

## Население
Численность населения: 162 человека (1859 год), 232 (1897), 21 в 2002 году (русские 76 %), 23 в 2010.